# 하메쯔
하메쯔(히브리어: חָמֵץ / חמץ)는 유태인이 유월절 동안은 먹지 못하게 되어 있는 음식물이다. 대표적으로 이스트, 베이킹파우더를 넣고 구운 빵 등이 있다. 또한 이 요리들을 만들거나 내놓거나 할 때의 조리 기구나 접시를 말하기도 하는데. 이것 또한 유월절 동안에는 쓸 수 없다.

## 같이 보기
- 카슈루트